# 1899-es műkorcsolya- és jégtánc-Európa-bajnokság
Az 1899-es műkorcsolya- és jégtánc-Európa-bajnokság volt a kontinensviadal hetedik kiírása. A versenyt 1899. január 14-én és 15-én rendezték meg a svájci Davosban.

## Végeredmény
| # | Név            | Ország          | Pontok |
| - | -------------- | --------------- | ------ |
| 1 | Ulrich Salchow | Svédország      | 8      |
| 2 | Gustav Hügel   | Ausztria        | 10     |
| 3 | Ernst Fellner  | Ausztria        | 12     |
| 4 | Martin Gordan  | Német Birodalom | 20     |

## Bírók
- J. H. Nation
- F. von Groote
- J. Günther
- F. Stahel
- K. Collin